# Lina Brazdeikytė
Lina Brazdeikytė (Kaunas, 9 settembre 1974) è un'ex cestista e allenatrice di pallacanestro lituana.

## Biografia
È la zia di Iggy Brazdeikis, anch'egli cestista.

## Caratteristiche tecniche
Alta 185 cm, giocava come guardia.

## Carriera
Con la Lituania ha disputato tre edizioni dei Campionati mondiali (1998, 2002, 2006) e cinque dei Campionati europei (1997, 1997, 2001, 2005, 2007).